# Коберно (Каліський повіт)
Коберно (пол. Kobierno) — село в Польщі, у гміні Опатувек Каліського повіту Великопольського воєводства.
Населення — 157 осіб (2011).
У 1975-1998 роках село належало до Каліського воєводства.

## Демографія
Демографічна структура станом на 31 березня 2011 року:
|          | Загалом | Допрацездатний вік | Працездатний вік | Постпрацездатний вік |
| -------- | ------- | ------------------ | ---------------- | -------------------- |
| Чоловіки | 76      | 16                 | 54               | 6                    |
| Жінки    | 81      | 15                 | 45               | 21                   |
| Разом    | 157     | 31                 | 99               | 27                   |